# Боровська Василина Григорівна
Василина Григорівна Боровська (до шлюбу: Зазуляк, сценічне псевдо: Василина Зозуля, ZOZULYA; нар. 19 жовтня, село Настасів, Україна) — українська співачка, авторка та виконавиця власних пісень.

## Життєпис
Василина Зазуляк (звідси псевдо Зозуля) народилася 19 жовтня в селі Настасів, Тернопільського району, Тернопільської області в Україні. Схильність до музики успадкувала від батьків, мама співала в аматорському хорі, а батько — музикант-самоук, володіє грою на п'ятьох інструментах, співає і все життя грав на весіллях.
З дитинства співала. У віці чотирьох років виступила в рідному селі на відкритті пам'ятника Лесі Українці. Закінчила Галицький коледж імені В'ячеслава Чорновола (спеціальність — «Міжнародний туризм») . Другу освіту здобула на факультеті «Економіка підприємства» у Тернопільському національному економічному університеті, який закінчила з відзнакою.
За спеціальністю працювала три роки. На власному весіллі заспівала пісню для свого чоловіка і побачила, що музиканти схвалили рівень виконання. Згодом познайомилася з гітаристом, з яким створили музичний дует «Стендап» та виступала у місцевих пабах. Одночасно співала із відомим тернопільськи гуртом «Бріо». Після розпаду гурту, почала писати власні пісні. Працювала ведучою на весільних церемоніях, співачкою на весіллях. Пізніше з'явилася ідея «Монро-шоу» — на сцену виїжджає величезний торт 1,4 м заввишки і звідти з'являється сама Мерилін Монро.
Мешкає у Тернополі.
Учасниця акції «Зав'яжи оберіг Україні», яка відбулася біля пам'ятника Симона Петлюри в Тернополі.

## Творчість
Вірші друкувалися у газеті «Вільне життя плюс».
Авторка музичного проекту Vasylisa Live.
Кліп «Чорне і біле» на каналі YouTube набрав понад 37 млн переглядів. Перебуває в ротації на телеканалі M2, пісня «Чорне і біле» звучить на багатьох радіостанціях — тернопільських, львівських та київських; на радіостанції «Гуцульська Столиця» зайняла перше місце у чартах ТОП-15 кращих пісень станції. 3 місце у програмі «Хітова дюжина» на радіо «Hit FM»
Виступала на мистецькій події «PrimeTime» у «GARDEN HALL», де, отримала позитивні відгуки про свою творчість від Олега Собчука та Антоніни Матвієнко.

## Відеографія
| Рік  | Назва                                                          | Режисер(и)          | Альбом      |
| ---- | -------------------------------------------------------------- | ------------------- | ----------- |
| 2018 | «Чорне і біле» [Архівовано 12 березня 2020 у Wayback Machine.] | ZOZULYA             | Без альбому |
| 2019 | «Танці»                                                        | Юрій Вітяк, ZOZULYA | Без альбому |
| 2020 | «Звичка» [Архівовано 17 березня 2020 у Wayback Machine.]       | ZOZULYA             | Без альбому |
| 2020 | «Егоїзм»                                                       | ZOZULYA             | сингл       |
| 2020 | «Наважимось на крок»                                           |                     | сингл       |
| 2021 | «Сама»                                                         | Алекс Макаров       | сингл       |
| 2021 | «Клавіші»                                                      | ZOZULYA             | сингл       |
| 2022 | «Добрий вечір тобі, пане господарю»                            |                     | коляда      |
| 2022 | «Човен»                                                        | ZOZULYA             | сингл       |
| 2022 | "Życie jest nowelą [live cover Ryszard Rynkowski]"             | ZOZULYA             | cover       |
| 2023 | «За ним»                                                       | ZOZULYA             | сингл       |

## Аудіографія
| Рік  | Назва                                                            | Автор   | Виконавець | Альбом |
| ---- | ---------------------------------------------------------------- | ------- | ---------- | ------ |
| 2018 | «Чорне і біле»                                                   | ZOZULYA | ZOZULYA    | сингл  |
| 2019 | «Танці»                                                          | ZOZULYA | ZOZULYA    | сингл  |
| 2019 | «Мамині півонії» [Архівовано 15 березня 2020 у Wayback Machine.] | ZOZULYA | ZOZULYA    | сингл  |
| 2020 | «Звичка» [Архівовано 19 березня 2020 у Wayback Machine.]         | ZOZULYA | ZOZULYA    | сингл  |
| 2020 | «Егоїзм»                                                         | ZOZULYA | ZOZULYA    | сингл  |
| 2020 | «Наважимось на крок»                                             | ZOZULYA | ZOZULYA    | сингл  |
| 2021 | «Сама»                                                           | ZOZULYA | ZOZULYA    | сингл  |
| 2021 | «Клавіші»                                                        | ZOZULYA | ZOZULYA    | сингл  |
| 2022 | «Човен»                                                          | ZOZULYA | ZOZULYA    | сингл  |
| 2023 | «За ним»                                                         | ZOZULYA | ZOZULYA    | сингл  |
| 2023 | «Милий, за вікном»                                               | ZOZULYA | ZOZULYA    | сингл  |

## Відзнаки
- Відзнака Тернопільської міської ради (2019).[2]
- звання «Музичний експерт» (2019) — за версією телеканалу ІНТБ — телешоу «Музичний експерт».[4]

## Цікаві факти
- Перевтілювалась у Мерилін Монро.
- Підкорювала сцену із авторським проєктом «Монро-шоу».